# Slashdot效应
Slashdot效应（Slashdot effect）也称作slashdotting，指的是当一个受众广泛的网站介绍了另一个小众的网站后，小众网站流量激增的现象。小网站流量的激增使得它的访问速度变慢或者一时间完全不能访问。这个效应的名字来源于科技新闻网站Slashdot，因为每当Slashdot链接到其他的网站时就会给其他网站带来很多流量。这个效应也能应用到其他的网站和元博客（metablog），例如Fark、Drudge Report、Reddit、Twitter和Digg，衍生了一批词汇例如Farked、Drudged、以及受到“Reddit效应的影响”。Google doodle由于会将人引导至和Doodle相关的搜索结果，也会导致相关搜索结果页面的流量激增。通常，不那么強固的网站因无法处理如此巨大的流量而导致网站无法访问——常见原因有缺乏足够带宽、服务器无法处理这么多并发请求、配额（quota）已满等。建在虚拟主机上的网站遇到Slashdot效应时往往会变得无法访问。
flash crowd这个词汇更一般地描述了网络或者主机遇到大量流量的现象。这有些时候是因为博客和新闻栏上出现了一个网站。

## 命名
根据Jargon File，“Slashdot效应”这个词指的是当著名新闻网站Slashdot在一篇有趣的文章里报道了一个网站後许多人纷至沓来把它几乎挤爆的现象。这个词和flash crowd这个更一般性、更合适的词对应 。
“flash crowd”这个词是1973年Larry Niven在他的短篇科幻小说Flash Crowd中生造出来的。小说预言了廉价的瞬移技术会使得一大群人都会传送到有趣的新闻故事发生的地方从而导致拥堵。20年後，这个词在互联网上被广泛用于指当网站有了能吸引许多人的东西之後其服务器系统资源使用量成指数增长。在此之前，Alfred Bester在他的小说The Stars My Destination中也预计到了这种效应。

## 来历
诸如Slashdot、Digg, Reddit、StumbleUpon和Fark这样的站点是由许多“用户提交的帖子”和帖子下面用户讨论组成的。系统通过用户评分制度隐藏不合适的回帖。最典型的帖子介绍了一个有趣的新物品或新网站，然后贴一个到源地址的外部链接。结果，绝大多数读者都会自然而然地跑去看那个外部链接。来自读者的、随之涌来的洪水般的页面请求可能会超过网站的可用带宽或者其服务器的回复请求的处理能力，使得网站暂时无法访问。

## 程度

某Web服务器统计数据生成器生成的MRTG图，展示了一个正在发生的、普通的Slashdot效应。

大型新闻网站或公司网站往往都被设计为能够同时处理大量请求，因而通常不会出现这种效应。本效应的受害网站或是host在家庭內服务器上，或是提供了大的图片、影音文件，或是有动态内容而动态内容生成效率低（例如，许多数据库对于每个web请求都会进行查找，即使它们请求的是同一页面）。这样的网站经常在Slashdot的一帖出现后没过几分钟（甚至在Slashdot上还没有人来得及回帖的时候）就无法访问了。有的时候，付费的Slashdot读者（他们可以比免费用户更早读到新帖）能在某贴公开给绝大多数免费用户之前就把网站挤爆。
很少有确定的数字能够精确地衡量Slashdot效应的影响程度，不过估计涌入的最大页面请求量在几百、几千次点击/分钟。通常，当对应的文章处于网站首页最上面的时候，会带来最大的流量，在新帖出现後效应有所减少。在文章离开首页（约在最初发表的12～18个小时之後发生）之前，流量通常都会维持在较高水準。但是某些人气旺盛、有新闻价值、有趣的文章明显会有更长的生命周期。
在2005年，有人报道说Slashdot效应在趋于消失。但是，有人报道，当某些被关注人数多的Twitter用户提到一个网站时，会发生类似的效应。

### 社区
当被提到的网站是基于社区的网站的时候，本效应还可以指一大群新用户突然前来注册、参与社区引发的次生效应。有的时候这是一件好事，但是某些时候先前的高端用户会觉得受到冒犯，因为大量纯新人带来了许多原有用户并不希望的东西，例如小白、破坏和菜鳥行为泛滥。这类似于1990年代Usenet俚语裡的“永恒九月”。

## 解决办法
对于出现了Slashdot效应的网站，有许多应对办法。
有一些系统能自动镜像任何Slashdot链接到的页面，以保证网站内容在原网站失效的情况下还能继续访问。正在被Slashdot效应影响的网站可以通过临时重定向一些页面请求到这些镜像站的方法来缓解本效应。Slashdot自身不会把他人的站点镜像到自己的服务器上，也不会在官方发表第三方解决方案。镜像网站可能导致侵犯著作权的行为，而且在许多情况下会导致原网站广告收入减少。

## 参看
- 分散式阻斷服務攻擊（DoS攻击）
- 流量

## 脚注
1. ↑  Williams, David E. "Google's unknown artist has huge following （页面存档备份，存于）." CNN. July 19, 2006. Retrieved on July 19, 2006.
2. ↑  Ismail Ari, Bo Hong, Ethan L. Miller, Scott A. Brandt, Darrell and D. E. Long.  (PDF). University of California Santa Cruz Storage Systems Research Center. October 2003  [15 March 2010]. （原始内容存档 (PDF)于2013-05-09）.
3. ↑  Chenyu Pan; Merdan Atajanov, Mohammad Belayet Hossain, Toshihiko Shimokawa, Norihiko Yoshida.  (PDF). The Institute of Electronics, Information and Communication Engineers. April 2006  [15 March 2010]. （原始内容 (PDF)存档于2010-02-02）.
4. ↑  Xuan Chen; John Heidemann.  (PDF). University of Colorado Colorado Springs College of Engineering & Applied Science. July 2004  [25 May 2012]. （原始内容存档 (PDF)于2010-07-15）.
5. ↑  Eric S. Raymond. . The Jargon File, version 4.4.8.   [21 May 2012]. （原始内容存档于2012-06-03）.
6. ↑  Eric S. Raymond. . The Jargon File (version 4.4.7).   [25 May 2012]. （原始内容存档于2012-05-23）.
7. ↑  Stephen Adler. .   [19 April 2003]. （原始内容存档于2008-12-02）.(mirror) （页面存档备份，存于）
8. ↑  . Princeton University Department of Astrophysical Sciences.   [13 January 2004]. （原始内容存档于2009-02-27）.
9. ↑  Aaron Benoy. .   [27 September 2004]. （原始内容存档于2012-02-19）.
10. ↑  Olga Kharif , Less Impact from the "Slashdot Effect" （页面存档备份，存于）, Bloomberg Business Week, March 2, 2005
11. ↑  Paul Douglas, How Stephen Fry takes down entire websites with a single tweet （页面存档备份，存于）, Tech Radar, March 3, 2010
12. ↑  Jeremy Elson; Jon Howell,  (PDF), Microsoft Research, 2008  [2012-08-24], （原始内容存档 (PDF)于2012-10-01） – A research paper describing strategies for handling the Slashdot Effect
13. ↑  Daniel Terdiman. . 1 October 2004  [2011-07-06]. （原始内容存档于2011-03-10）.